# Die Sache Makropulos
Die Sache Makropulos (Věc Makropulos) ist eine Oper in drei Akten von Leoš Janáček. Das Libretto ist in tschechischer Sprache und basiert auf einer Komödie von Karel Čapek. Die Uraufführung der Oper war am 18. Dezember 1926 im  Tschechischen Nationaltheater von Brünn. Das Libretto wurde für die deutsche Bühne übersetzt und bearbeitet von Max Brod.

## Handlung

### Vorgeschichte
Kaiser Rudolf II. (1552–1612) gibt einige Jahre vor seinem Tod bei seinem Leibarzt Hieronymos Makropulos ein Getränk in Auftrag, das das Leben um 300 Jahre verlängern soll. Makropulos soll das Mittel an seiner Tochter Elina ausprobieren, Elina fällt jedoch  ins Koma, und der Leibarzt kommt ins Gefängnis.
Elina stirbt aber nicht, sondern wird wieder gesund, lebt seitdem, ohne zu altern, unter wechselnden Namen, aber immer den gleichen Initialen: E. M.

### Erster Akt
Anwaltskanzlei Kolenatý. Der seit fast hundert Jahren schwelende Erbschaftsstreit zwischen den Familien Prus und Gregor wird wieder vor Gericht verhandelt. In der Anwaltskanzlei fragt Albert Gregor nach dem Verlauf des Prozesses. Sein Anwalt tritt in Begleitung der Opernsängerin Emilia Marty ein, die Interesse an dem Prozess hat und auch Details beisteuern kann, die bislang unbekannt waren. Sie bezeichnet Gregor als Nachfahren des damals verstorbenen Barons Prus und der Sängerin Ellian MacGregor und gibt genaue Hinweise zum Verbleib des Testaments. Der Anwalt wird beauftragt, den Hinweisen nachzugehen. In der Zwischenzeit nähert sich Gregor der Frau, wird aber zurückgewiesen. Stattdessen fragt Emilia Marty ihn nach einer bestimmten griechischen Handschrift.
Der Anwalt kehrt mit dem gefundenen Testament und weiteren Papieren in Begleitung des Prozessgegners Jaroslav Prus zurück, der die Unterlagen jedoch erst herausgeben will, wenn bewiesen ist, dass Gregor der Erbe ist.

### Zweiter Akt
Bühne des Theaters nach der Vorstellung. Eine Putzfrau und ein Bühnenarbeiter plaudern über das Privatleben der Marty. Die junge Sängerin Krista sieht sich vor der Entscheidung zwischen Jaroslav Prus' Sohn Janek und der Kunst. Emilia Marty weist die Geschenke und Komplimente ihrer Verehrer zurück, beleidigt Janek und Krista. Ein alter Mann, Hauk-Schendorf, glaubt in Marty eine Sängerin wiederzuerkennen, Eugenia Montez, mit der er vor fünfzig Jahren ein Verhältnis hatte – Emilia gibt sich ihm durch Zärtlichkeiten zu erkennen, schickt dann alle bis auf Jaroslav Prus weg.
Dieser hat bei Prüfung der Unterlagen Liebesbriefe gefunden, die mit E. M. unterzeichnet sind; er glaubt, dass nicht Ellian McGregor vor hundert Jahren die Mutter des in Frage stehenden Erben gewesen sei, sondern Elina Makropulos, wodurch der Besitz Gregor wiederum nicht zustehe, sondern allenfalls der Familie Makropulos.
Emilia Marty bringt Janek Prus dazu, den Diebstahl der Dokumente zu versuchen, was ihm aber nicht gelingt, da sein Vater das Gespräch belauscht hat. Emilia bietet diesem daraufhin eine gemeinsame Nacht an, für die sie die Dokumente haben will. Jaroslav Prus akzeptiert.

### Dritter Akt
Ein Hotelzimmer am nächsten Morgen. Prus übergibt der Sängerin die griechische Handschrift. Die Nachricht trifft ein, dass sein Sohn Janek sich selbst getötet hat. Hauk-Schendorf kommt, um Emilia Marty als seine frühere Geliebte nach Spanien mitzunehmen.
Prus, Gregor, der Anwalt und sein Kanzleivorsteher treten auf und nehmen Emilia Marty ins Verhör. Sie gibt dabei sowohl ihre Identitäten preis, als auch die Bedeutung der Handschrift, die es ihr ermöglichen würde, weitere 300 Jahre zu leben. Doch nun, da ihr der Weg offensteht, will sie nicht mehr. Sie gibt die Handschrift an Krista weiter, die sie verbrennt. Elina Makropulos bricht zusammen.

## Entstehungs- und Aufführungsgeschichte
Der Komponist Janáček sah das Stück erstmals am 10. Dezember 1922 am Divadlo na Vinohradech (Theater in den Weinbergen) in Prag und beschloss, den Stoff für eine Oper zu verwenden. Rechtliche Probleme verzögerten den Beginn der Arbeiten. Janáček begann die Komposition seiner achten Oper am 11. November 1923. Er schrieb auch den Text selbst und formte das ursprüngliche Stück, eine Komödie, in ein Kriminalstück um. Am 3. Dezember 1925 war die Oper fertiggestellt.
Die Figur der Elina Makropulos wurde durch Kamila Stösslová inspiriert, der unerfüllten Liebe Janáčeks.
In der Uraufführung am 18. Dezember 1926 am Tschechischen Nationaltheater von Brünn sangen Alexandra Čvanová, Ema Miřiovská, Zdeněk Otava, Antonín Pelc, Emil Olšovský, Ferdinand Pour und Valentin Šindler, Dirigent war František Neumann.
In Prag wurde die Oper erstmals am 1. März 1928 im dortigen Nationaltheater aufgeführt, die musikalische Leitung hatte Otakar Ostrčil, Emilia Marty wurde von Nada Kejrová gesungen. Die deutsche Erstaufführung erfolgte am 14. Februar 1929 am Frankfurter Opernhaus unter der Leitung von Josef Krips mit Else Gentner-Fischer (Marty) und Benno Ziegler (Kolenatý). Erst 1966 wurde die Oper als The Makropulos case in den USA aufgeführt: die Vorstellungen an der San Francisco Opera dirigierte Jascha Horenstein, Marie Collier sang die Hauptrolle (Premiere am 19. November 1966).